# コンフィデンシャル/共助
『コンフィデンシャル/共助』（コンフィデンシャル/きょうじょ、原題：공조）は、2017年公開の韓国のアクション映画。監督はキム・ソンフン、主演はヒョンビン、ユ・ヘジン。
韓国で観客動員数718万人を記録し、2017年度上半期の観客動員数1位となった。2021年1月には続編『コンフィデンシャル:国際共助捜査』の製作が発表された。

## あらすじ
北朝鮮の刑事イム・チョルリョン（ヒョンビン）はアメリカドルの偽札を作る犯罪グループを逮捕する任務を遂行中、上司チャ・ギソン（キム・ジュヒョク）の裏切りにより仲間と妻を殺され、偽札を刷る銅版を奪われてしまう。北朝鮮側上層部は南朝鮮に逃亡したチャ・ギソンを逮捕し、銅板を取り戻すために、南北会談が行われる3日間を猶予として、チョルリョンをソウルに派遣する。逃亡犯罪者の逮捕要請を受けた韓国側は庶民派ダメ刑事カン・ジンテ（ユ・ヘジン）を任務に当たらせ、史上初の“南北共助捜査”が極秘に始まる。
一方で、国家情報院を初めとして韓国側は北朝鮮側の真の思惑を探るべく捜査を偽装してカンにチョルリョンの密着監視を命じていた。
かくして出会うはずのなかった刑事コンビはそれぞれの思惑を持ちつつ、凶悪な犯罪グループとの戦いに身を投じていく。

## キャスト
※括弧内は日本語吹替
- イム・チョルリョン - ヒョンビン（桐本拓哉）

朝鮮民主主義人民共和国 人民保安部 特殊捜査隊検閲員（少佐）。
- カン・ジンテ - ユ・ヘジン（小野健一）

大韓民国 刑事。
- チャ・ギソン - キム・ジュヒョク（中村和正）

元 人民保安部 特殊捜査隊12地区隊長（大佐）。傭兵として活動していた時期もあるため、多数の部下を従え、南朝鮮に逃げ込む。
- パク・ソヨン - チャン・ヨンナム（長谷部香苗）

カン・ジンテの妻。
- パク・ミョンホ - イ・ドンフィ（鉄平）

密輸業者（元チャ・ギソンの部下）。
- パク・ミニョン - イム・ユナ（少女時代）（喜多村英梨）

パク・ソヨンの妹。
- ソン・ガン - コン・ジョンファン（峰晃弘）

チャ・ギソンの部下。
- ピョ班長 - イ・ヘヨン（早川毅）

カン・ジンテの上司。
- カン・ヨナ - パク・ミナ

カン・ジンテの娘。
- ウォン・ヒョンスル - チョン・ググァン

人民保安部長。
- ユン会長 - オム・ヒョソプ

DSホールディングスの会長。表向きは健全な会社だが、本当は暴力団組織。チャ・ギソンの取引相手。
- イ・ドンフン刑事 - イ・イギョン

新米刑事。
- ファリョン - シン・ヒョンビン

イム・チョルリョンの妻。
- チャン・チルボク - パク・ジヌ

免税店社長。
- 国家情報院幹部 - パク・ヒョンス
- イ・デパル - オ・ウィシク

公園でカン・ジンテの携帯電話通話を盗聴していたリム・チョルリョンに近寄った、GPSアンクレットを付けた男。

## 興行成績
- 韓国国内累積観客数：7,817,446 名（韓国映画協会調べ）
- 集計期間：2017年1月5日ー2018年10月28日

## 受賞

### 2017年度
- 第53回百想芸術大賞：映画部門 女性人気賞（ユナ）
- 第21回ファンタジア国際映画祭：最高アクション映画賞
- 題12回アジア・フィルム・アワード：ネクスト・ジェネレーション賞（ユナ）
- 第1回ザ・ソウル・アワード：映画部門 助演男優賞（キム・ジュヒョク）
- 第1回ザ・ソウル・アワード：人気賞（ユナ）
- 第13回大韓民国大学映画祭：演技賞（ユナ）

## 日本での公開
- コロナ禍の中、Netflix配信を通じて世界的な人気となったドラマ『愛の不時着』で再びヒョンビンブームが国内を席巻している情勢を受け、2020年11月22日東京池袋の名画座「新文芸坐」におけるオールナイト番組「ヒョンビン さらに光り輝いて」で、『愛してる、愛してない』『ザ・ネゴシエーション』と共に本作品が再上映されることが決定した[3]。